# Gornja Reka
Gornja Reka je naseljeno mjesto u Republici Hrvatskoj u Zagrebačkoj županiji.

## Zemljopis
Administrativno je u sastavu Jastrebarskog. Naselje se proteže na površini od 2,80 km². 

## Stanovništvo
Prema popisu stanovništva iz 2001. godine Gornja Reka ima 324 stanovnika koji žive u 101 kućanstvu. Gustoća naseljenosti iznosi 115,71 st./km².
| broj stanovnika | 231   |       |       | 309   | 347   |       |       |       | 314   | 382   | 372   | 361   | 330   | 352   | 324   | 359   | 335   |
|                 | 1857. | 1869. | 1880. | 1890. | 1900. | 1910. | 1921. | 1931. | 1948. | 1953. | 1961. | 1971. | 1981. | 1991. | 2001. | 2011. | 2021. |